# Kerriidae
Kerriidae (лат.) — семейство полужесткокрылых насекомых-кокцид, лаковые червецы. Имеют коммерческое значение, некоторые виды культивируются для производства шеллака. Около 90 видов.

## Распространение
Встречаются всесветно.

## Описание
Мелкие лаковые червецы и щитовки (диаметр от 2 до 5 мм). Питаются соками растений. Производят смолообразные или смолистые выделения, которые образуют плотный щиток над ними (Varshney 1977, 1984; Lit 2002). Наиболее известным видом является Kerria lacca (Kerr), известный своей липкой смолистой секрецией (лак), который коммерчески используется в качестве природного полимера под названием шеллак. Слово «лак» происходит от персидского или хинди слова laksha, означающего «сотни тысяч», что указывает на большое количество насекомых, необходимых для производства шеллака. Крупными производителями шеллака являются Индия, Таиланд и КНР. Также шеллак производится в Бангладеш, Мьянме, Вьетнаме и Шри-Ланке. В 1956-1957 гг Индия экспортировала 42 840 тонн.

## Классификация
Около 90 видов.
- Afrotachardina Chamberlin, 1923
- Austrotachardia Chamberlin, 1923
- Austrotachardiella Kapur, 1958
- Kerria Targioni Tozzetti, 1884}
- Metatachardia Chamberlin, 1923[8]
- Paratachardina Balachowsky, 1950[3].
- Tachardiella Cockerell, 1901
- Tachardina Cockerell, 1901[9]